# Гомецари
Гомецари (груз. გომეწარი) — село в Грузии, в муниципалитете Душети края Мцхета-Мтианети. 

## География
Село расположено в северной части края, в 41 километре по прямой к северо-востоку от центра муниципалитета Душети. Высота центра — 1480 метров над уровнем моря.

## Население
По данным переписи населения 2014 года, в селе проживало 68 человек.
| Год  | Население | Мужчины | Женщины |
| ---- | --------- | ------- | ------- |
| 2002 | 135       | 70      | 65      |
| 2014 | 68        | 35      | 33      |